# マギヌン・ラファエル・ファリアス・タバレス
マギヌン・ラファエル・ファリアス・タバレス（Magnum Rafael Farias Tavares、1982年3月24日 - ）は、ブラジル・パラー州ベレン出身 の元プロサッカー選手。現役時代のポジションはミッドフィールダー。
Jリーグ時代の登録名はマギヌン、Kリーグ時代の登録名はメグノム（ハングル: 매그넘）。

## 経歴
4人兄妹の長男として生まれ、11歳のときにトゥナ・ルーゾ・ブラジレイラのジュニアチームに入団した。高校を卒業するとトゥナ・ルーゾのトップチームに昇格した。その後は2002年にパイサンドゥSC、2004年にはECヴィトーリアと上位チームへの移籍を繰り返し、2006年に移籍したサントスFCでは半数の試合にスタメン出場するまでに成長した。2006年半ばには日本の複数クラブからオファーを受け、7月に川崎フロンターレと半年間の契約を結び来日した。
2006年シーズン、来日間もなくトップ下のポジションで起用され、チームフロントの目論見以上の活躍を見せた。合流した7月以降の後半戦だけで19試合に出場し4得点を挙げ、川崎と翌2007年の契約を更新した。翌2007年も開幕直後は好調だったものの、6月の肉離れによる離脱やポジション争いなどの影響もあり、年間で19試合の出場に留まった。シーズン終了後、川崎は契約を更新しないことを発表し、名古屋グランパスエイトと契約を結んだ。
2008年、移籍した名古屋で4-4-2のフラットな中盤の左サイドで起用され、右サイドを担当する小川佳純とポジションチェンジを繰り返しながら攻撃の中核を担うこととなった。6月の不祥事（後述）による謹慎で一時離脱したがリーグ戦28試合に出場し、リーグ戦3位とACL出場権獲得に貢献した。
2009年4月22日、ACLグループステージのニューカッスル戦で怪我を負い、2か月の長期離脱となった。
2010年も名古屋との契約を更新し、そのJ1リーグ初優勝に貢献したが、リーグ閉幕を以って、契約満了となった名古屋を退団 （戦力外により契約更新に至らず）。チームは天皇杯ベスト8に進出していたが、準々決勝のゲームを待たずにブラジルへ帰国し、5シーズンに及んだJリーグでの選手生活に区切りをつけた。
2011年はKリーグの蔚山現代FCと契約した。
しかし蔚山を4ヶ月ほどで戦力外となり、Jリーグ復帰も視野に入れた移籍先を探すも、オファーはなく、7月にブラジル全国選手権2部のADサンカエターノへ加入が決定した。2012年、ブラジル全国選手権4部のクルーベ・ド・レモへ移籍。

## 人物・エピソード
- アマゾン川河口の街で生まれ育ったためか「ピラニアに噛まれたことがある」と噂されたことがあったが、これは本人が否定している[9]。
- マギヌン（Magnum）という名前の由来は、彼の母親が見ていたアメリカのテレビドラマ「私立探偵マグナム」で主役のトム・セレックが演じた役名「マグナム」。
- ゴール後には蟹股になり無作為に揺れる通称「マギヌンダンス」を披露する。これは幼い頃に「カニ」と呼ばれていたことに由来する[10]。パフォーマンスが浸透してくると、川崎のサポーターもマギヌンの応援歌にマギヌンダンスを取り入れた（具体的には、手の中指と薬指の間を開いてカニの爪の様にし、左右の手を交互に上げ下げする）。
- 2008年6月25日、急病の飼い犬を連れて自動車で動物病院に向かう途中、愛知県日進市の交差点で一時停止標識を無視したために愛知県警に検挙された。マギヌンはブラジル国内での運転免許は取得していたが、検挙時に日本国内での運転に必要な国際運転免許証を取得・携帯していないことが発覚し、「無免許運転」であるとされた。これを受けてグランパスはマギヌンを28日の試合を含む自宅謹慎処分とし[11]、7月1日に本人の謝罪文の要旨とともに信頼回復のための社会貢献活動を行うこと、選手・スタッフ全員に交通安全講習会を実施し再発防止に取り組むことを発表した[12]。
- 両腕には、自身の子供の名前のタトゥーが彫ってある[13]。
- 日本の生活環境を気に入っており、親日家である。また名古屋でJリーグを優勝し、ファンに恩返しすることが目標である。日本語に関しては、ほぼ完璧であるが、通常インタビューでは通訳を通す。『スポケン!』での2010年の年始の競技企画においても巻佑樹からも「お前、通訳来てんだから、通訳使えよ！」と突っ込まれていた。
- 日本でのお気に入りの曲はKiroroの『長い間』で、自身も歌うことが多かった。

## 個人成績
| 国内大会個人成績 | 国内大会個人成績 | 国内大会個人成績 | 国内大会個人成績 | 国内大会個人成績 | 国内大会個人成績 | 国内大会個人成績 | 国内大会個人成績 | 国内大会個人成績 | 国内大会個人成績 | 国内大会個人成績 | 国内大会個人成績 |
| 年度             | クラブ           | 背番号           | リーグ           | リーグ戦         | リーグ戦         | リーグ杯         | リーグ杯         | オープン杯       | オープン杯       | 期間通算         | 期間通算         |
| 年度             | クラブ           | 背番号           | リーグ           | 出場             | 得点             | 出場             | 得点             | 出場             | 得点             | 出場             | 得点             |
| ブラジル         | ブラジル         | ブラジル         | ブラジル         | リーグ戦         | リーグ戦         | ブラジル杯       | ブラジル杯       | オープン杯       | オープン杯       | 期間通算         | 期間通算         |
| ---------------- | ---------------- | ---------------- | ---------------- | ---------------- | ---------------- | ---------------- | ---------------- | ---------------- | ---------------- | ---------------- | ---------------- |
| 2001             | パイサンドゥ     |                  |                  | 0                | 0                |                  |                  |                  |                  |                  |                  |
| 2002             | パイサンドゥ     |                  |                  | 5                | 1                |                  |                  |                  |                  |                  |                  |
| 2003             | パイサンドゥ     |                  |                  | 30               | 5                |                  |                  |                  |                  |                  |                  |
| 2004             | ヴィトーリア     |                  |                  | 30               | 1                |                  |                  |                  |                  |                  |                  |
| 2005             | ヴィトーリア     |                  |                  |                  |                  |                  |                  |                  |                  |                  |                  |
| 2006             | サントス         |                  |                  | 5                | 0                |                  |                  |                  |                  |                  |                  |
| 日本             | 日本             | 日本             | 日本             | リーグ戦         | リーグ戦         | リーグ杯         | リーグ杯         | 天皇杯           | 天皇杯           | 期間通算         | 期間通算         |
| 2006             | 川崎             | 11               | J1               | 19               | 4                | 2                | 1                | 2                | 0                | 23               | 5                |
| 2007             | 川崎             | 11               | J1               | 19               | 7                | 2                | 0                | 2                | 0                | 23               | 7                |
| 2008             | 名古屋           | 8                | J1               | 26               | 8                | 7                | 0                | 2                | 0                | 35               | 8                |
| 2009             | 名古屋           | 8                | J1               | 22               | 4                | 1                | 0                | 3                | 0                | 26               | 4                |
| 2010             | 名古屋           | 8                | J1               | 31               | 2                | 2                | 0                | 2                | 1                | 35               | 3                |
| 韓国             | 韓国             | 韓国             | 韓国             | リーグ戦         | リーグ戦         | リーグ杯         | リーグ杯         | FA杯             | FA杯             | 期間通算         | 期間通算         |
| 2011             | 蔚山             | 13               | Kリーグ          | 4                | 0                | 1                | 0                | 1                | 0                | 6                | 0                |
| ブラジル         | ブラジル         | ブラジル         | ブラジル         | リーグ戦         | リーグ戦         | ブラジル杯       | ブラジル杯       | オープン杯       | オープン杯       | 期間通算         | 期間通算         |
| 2011             | サンカエターノ   |                  |                  | 5                | 0                |                  |                  |                  |                  |                  |                  |
| 2012             | レモ             |                  |                  |                  |                  |                  |                  |                  |                  |                  |                  |
| 通算             | ブラジル         | ブラジル         |                  |                  |                  |                  |                  |                  |                  |                  |                  |
| 通算             | 日本             | 日本             | J1               | 117              | 25               | 14               | 1                | 11               | 1                | 142              | 27               |
| 通算             | 韓国             | 韓国             | Kリーグ          | 4                | 0                | 1                | 0                | 1                | 0                | 6                | 0                |
| 総通算           |                  |                  |                  |                  |                  |                  |                  |                  |                  |                  |                  |

| 国際大会個人成績 | 国際大会個人成績 | 国際大会個人成績 | 国際大会個人成績 | 国際大会個人成績 |
| 年度             | クラブ           | 背番号           | 出場             | 得点             |
| AFC              | AFC              | AFC              | ACL              | ACL              |
| ---------------- | ---------------- | ---------------- | ---------------- | ---------------- |
| 2007             | 川崎             | 11               | 7                | 3                |
| 2009             | 名古屋           | 8                | 8                | 1                |
| 通算             | AFC              | AFC              | 15               | 4                |